# Габриел Меркадо Алмоснино
Габриел Рафаел Алмоснино (на иврит: גבריאל מֶרְקָאדוֹ רפאל בן אברהם אָלמוֹשְֹנִינוֹ) е български равин и политик.

## Биография
Роден е през 1830 г. в Никопол в сефарадско семейство, преселило се от Кастилия, Испания. След раждането му семейството му се преселва в Йерусалим, където той завършва своето образование. През 1855 г. Никополската еврейска община го кани да се завърне в родния си град и той се установява там. Годината 1858 прекарва в Италия, където се опитва да събере средства за възстановяване на равинска школа и синагога на Йосеф Каро. След това отново се завръща в Йерусалим, където остава до 1875 г. и прави опит да събере средства за Йешивата в Хеврон. От 1876 г. е равин на София.
Като равин на София, през 1877 г. Габриел Алмоснино заедно с консулите Леандър Леге и Вито Позитано (съответно на Франция и на Италия) успяват да спасят града от планираното опожаряване и неминуемо клане от страна на турците, командвани от Сюлейман паша, палачът на Стара Загора. Осуетил зверствата, Алмосино посреща тържествено руските войски в София с други 3-ма представители на еврейската общност в града и заедно с православното духовенство и народа.
На 8 октомври 1879 г. е назначен за първия главен равин на Княжество България. С негово участие се изработват „Привременните правила за духовно управление на християните, мюсюлманите и евреите“. До 1885 г., когато се пенсионира, е главен равин. Народен представител в Учредителното събрание „по звание“ като представител на чуждото духовенство и във II ВНС. Умира през 1890 г. в Йерусалим.